# Gruffet i Chiozza
Gruffet i Chiozza (Le baruffe chiozzotte) är en italiensk pjäs skriven av Carlo Goldoni i januari 1762. Den utspelar sig i Chioggia i Italien, och handlar om två fiskefamiljer och deras konflikter, samt den yngre generationens kärleksproblem.
I modern tid återupplivades pjäsen på Piccolo Teatro di Milano år 1962, i en produktion av Giorgio Strehler som betonade mänskligheten och realismen i Goldonis manus över de konventionellt farciska elementen. 1966 filmades produktionen för italiensk tv. 
En konsertouvertyr baserad på stycket komponerades av Leone Sinigaglia. Pjäsen har spelats många gånger sedan den skrevs 1762.